# Hydrotaea nidicola
Hydrotaea nidicola är en tvåvingeart som beskrevs av Malloch 1925. Hydrotaea nidicola ingår i släktet Hydrotaea och familjen husflugor. Arten har ej påträffats i Sverige. Inga underarter finns listade i Catalogue of Life.